# North Canton, Ohio
North Canton là một thành phố thuộc quận Stark, tiểu bang Ohio, Hoa Kỳ. Năm 2010, dân số của thành phố này là 17488 người.

## Dân số
- Dân số năm 2000: 16369 người.
- Dân số năm 2010: 17488 người.